# Financement de projet
 (avril 2017).
Le concept de financement de projet ou de financement sans recours requiert de la part des banques, maîtrisant cette expertise, une analyse approfondie de tous les paramètres financiers, techniques, contractuels, réglementaires et juridiques inhérents au projet.

## Parties au financement d'un projet
Il y a plusieurs parties au financement d'un projet en fonction du type et de l'ampleur du projet. Les parties les plus habituelles à un financement de projet sont:  
- Commanditaire (habituellement aussi un investisseur en actions)
- Prêteurs (y compris les prêteurs seniors et/ou mezzanine)
- Off-taker(s)
- Entrepreneur et fournisseur d'équipement
- Opérateur
- Conseillers financiers
- conseil externe évaluant les paramètres techniques du projet
- cabinet d'avocats évaluant le cadre juridique du projet (autorisations, permis...) et son cadre contractuel (contrats de construction, contrats d'exploitation...),
- Investisseurs en actions
- Organismes de réglementation
- Agences multilatérales / Agences de crédit à l'exportation
- Fournisseurs d'assurance
- Fournisseurs de couverture
- conseil en études d'impact environnemental
- conseil en comptabilité et fiscalité
- conseil spécialisé (expert trafic pour un projet de transport, expert marché pour les secteurs dérégulés, expert technique pétrole&gaz, expert ressource vent...)

## Description
La notion de financement sans recours implique que les prêteurs ne pourront pas se retourner vers le sponsor du projet en cas de cash-flows générés moindres que prévu. La performance économique propre du projet concerné (par exemple : trafic conforme aux prévisions pour une autoroute, tarif de vente d'électricité conforme aux études de marché, performance opérationnelle d'une centrale éolienne...) est capitale pour assurer le bon remboursement de la dette et une rémunération acceptable des fonds propres de l'actionnaire.
Les prêteurs disposent à ce titre de sûretés de premier rang sur les actifs et contrats du véhicule portant le projet en cas de défaut déclaré de ce dernier.
L'horizon temporel d'un financement de projet classique s'inscrit dans le moyen à long terme (de 5-10 ans à 30 ans ou plus, après la période de construction ou d'investissement).
Certains financements d'acquisition ou financements à effet levier type LBO reposent sur les concepts de base du financement de projet.
Le financement de projet fait appel à l'ingénierie financière. 
Cette activité est hébergée au sein des banques dans la Banque de Financement et d'Investissement (BFI).